# Буря столетия (мини-сериал)
«Бу́ря столе́тия» (англ. Storm of the Century) — американский мини-сериал 1999 года, снятый по сценарию Стивена Кинга режиссёром Крейгом Баксли. Кинг назвал «Бурю столетия» своим личным фаворитом из всех телепрограмм, связанных с его произведениями.

## Сюжет
Люди на маленьком острове Литтл-Толл у побережья штата Мэн обеспокоены надвигающейся мощной бурей, подобной которой не было несколько десятилетий. Они скупают продукты в небольшом магазинчике Майкла Андерсона и вспоминают былые времена, те, когда остров оказывался отрезан от материка, ожидая, что это может случиться вновь. Неожиданно, на острове появляется неизвестный никому мужчина, который стучится в дверь пожилой женщины, смотрящей по телевизору прогноз погоды. Она открывает ему, слышит фразу «Рожденный в грехе — иди ко мне» и погибает от руки хладнокровного убийцы. Он как ни в чём не бывало усаживается в кресло и смотрит телевизор. Мёртвое тело и убийцу в доме обнаруживает подросток, сообщающий мэру города о случившемся. Вскоре в дом прибывает мэр города, но, услышав пугающие речи незнакомца, поспешно покидает его и вызывает в подмогу Майка Андерсона, городского констебля. Вооруженный Майкл со своим другом арестовывает незнакомца. Представившийся как Андре Линож, убийца знает все секреты горожан, чем пугает жителей острова. Главное, что он периодически повторяет: «Дайте мне то, что я хочу, и я уйду», не поясняя, что именно ему нужно.
Линож заперт в магазинчике Майка Андерсона, после того как пообщался с горожанами и познакомился с сыном Майка, у него нет ни документов, ни ярлычков на одежде, ничего, что могло бы идентифицировать его личность. Пока Линож ожидает конвоирование на большую землю, которое из-за непогоды невозможно, констебль организует людей, которые будут его охранять по сменам, а также узнаёт, готов ли приют в старой церкви. В это время убийца не бездействует: оказывается, что он в состоянии влиять на жизнь и людей, даже находясь в камере магазина, так он доводит до самоубийства одного из тех, кто его охраняет, и тот вешается, другой человек проламывает себе голову топором, девушка в порыве гнева убивает своего возлюбленного, все они оставляют послание Линожа «Дайте мне то, что я хочу, и я уйду».
Майк возвращается на место преступления, где видит надпись «Дайте мне то что я хочу и я уйду», а также трость с металлическим набалдашником в виде собаки, он фотографирует место, а потом, взяв детские кубики, собирает из них имя Андре Линож, переставляет буквы местами и получает слово «Легион», после чего уходит. Незнакомец что-то шепчет в своей камере, внезапно падает фонарный столб и оставляет магазин без света и связи, лишь на одном генераторе. Люди, обеспокоенные снежной бурей, начинают собираться в городской ратуше, где они все видят один и тот же сон, в котором журналист рассказывает о пропаже людей на их острове и перечисляет их имена. Один из охранников Линожа пытается его убить, когда тот начинает рассказывать о его делишках, но ранит Майка (не сильно), и тот отправляется в ратушу.
Линож не намерен больше оставаться в клетке, он превращается в старика, в длинном балахоне с высоким посохом, решетки разгибаются перед ним, а предметы в комнате парят в воздухе, он оставляет послание для всех жителей города, через Хэтчера. Послание гласит, что всем необходимо собраться в городской ратуше, где он наконец скажет что ему нужно. Ну а пока один из жителей вбегает в ратушу и сообщает о том, что маяк вот-вот упадёт, и люди спешат это увидеть, часть из них пропадает. Пожилая женщина кончает жизнь самоубийством, утопившись в раковине туалета, сын Майка говорит, что к ним приходил дядя из магазина и они играли. Через какое-то время, в комнате, где девушка читает детям сказку, появляется трость с собачьей головой, дети прикасаются к ней и падают без чувств. Во время очередной устрашающей манипуляции, на этот раз с миссис Стэнхоуп и свечами, Линож предсказывает констеблю скорую неудачу.
Когда люди собираются в зале для заседаний, мэр пытается всех успокоить, как вдруг появляется Линож и пугает его, после чего Линож наконец говорит, чего же он хочет: ему нужен преемник, ребёнок, которого он сможет воспитать как сына. Так как он не может иметь детей, он предлагает следующее: указывая на восьмерых детей, он возьмет лишь одного и все останутся живы, а ребёнок станет могущественным, узнает многое, проживёт тысячелетия. Он объясняет горожанам, что он не может взять ребёнка силой, они сами должны выбрать одного и отдать ему, потому что он может их наказать. Он рассказывает им что случилось на острове Роанок с горожанами которые отказались выполнить просьбу незнакомца, он даёт им полчаса на размышления и показывает как за окном он летит и держит за руки их детей, лежащих без сознания.
Майк Андерсон убеждает горожан отказаться от предложения Линожа, те напуганы, тогда он решается забрать своего ребёнка, говоря что его сын не будет в этом участвовать, его жена возражает и говорит, что они будут держаться остальных, его бьют и силой усаживают на скамью. Они голосуют и все за, Линож рад этому и раздаёт им камни, они тянут жребий и черный камень вытаскивает жена Майка, Молли Андерсон. Мать Ральфи Андерсона, находясь в состоянии шока, считает, что всё было подстроено, однако это уже не важно, Майк кричит Линожу о том, что он никогда не станет его сыном, а тот отвечает, что он полюбит его и будет звать папой.
После этих событий проходит некоторое время, Майк больше не может жить с Молли и рядом с людьми, лишившими его сына. Он оставляет своё имущество Молли и разводится с ней. Покидая остров, он находит приют в Сан-Франциско, получает образование, становится федеральным маршалом. А на острове тем временем погибает жена мэра, который много болтает несмотря на договор никогда не рассказывать об этом. Один из горожан кончает жизнь самоубийством, жена Майка выходит замуж за его овдовевшего приятеля Хэтчера. В один из летних дней Майк возвращается из магазина, как вдруг слышит знакомую песню, он оборачивается и видит Линожа со своим повзрослевшим сыном, который стал таким же как Линож, он бежит за ними, но не может их догнать, как ни пытается.
Майк рассуждает о том, стоит ли рассказывать своей бывшей жене об увиденном им или не стоит теребить старые раны, решает ничего не говорить, а в это время его бывшая жена стоит у обелиска, посвященного жертвам бури, и гладит имя Ральфи, выбитое на нём.

## В ролях
- Тим Дейли — Майк Андерсон
- Колм Фиори — Андре Линож
- Дебра Фарентино — Молли Андерсон
- Кейси Семашко — Олтон Хэтчер (Хэтч)
- Джеффри Деманн — Робби Билз
- Джулианна Николсон — Кэт Уизерс
- Дилан Кристофер — Ральфи Андерсон
- Бекки Энн Бейкер — Урсула Годсо
- Никки Гуаданьи — Дженна Фримен